# Радашени (Сучава)
Радашени (рум. Rădăşeni) насеље је у Румунији у округу Сучава у општини Радашени. Oпштина се налази на надморској висини од 336 m.

## Становништво
Према подацима из 2002. године у насељу је живело 4414 становника, од којих су сви румунске националности.

### Хронологија
| Година       | 1992 | 1993 | 1994 | 1995 | 1996 | 1997 | 1998 | 1999 | 2000 | 2001 | 2002 | 2003 | 2004 | 2005 | 2006 | 2007 | 2008 | 2009 | 2010 | 2011 | 2012 | 2013 | 2014 | 2015 | 2016 | 2017 |
| ------------ | ---- | ---- | ---- | ---- | ---- | ---- | ---- | ---- | ---- | ---- | ---- | ---- | ---- | ---- | ---- | ---- | ---- | ---- | ---- | ---- | ---- | ---- | ---- | ---- | ---- | ---- |
| Становништво | 4362 | 4338 | 4293 | 4284 | 4276 | 4290 | 4271 | 4359 | 4390 | 4434 | 4436 | 4421 | 4405 | 4405 | 4395 | 4407 | 4387 | 4370 | 4343 | 4327 | 4301 | 4290 | 4269 | 4238 | 4199 | 4173 |